# Marco Bellavia
Marco Bellavia (Milán, 9 de diciembre de 1964) es un actor, presentador de televisión, empresario y ex modelo italiano.

## Biografía
Marco Bellavia después de la escuela secundaria científica, comenzó a posar como modelo, mientras asistía a la carrera de ciencias geológicas en la facultad de ciencias matemáticas, físicas y naturales de la Universidad de Milán, que abandonó después de tres años.
A principios de los ochenta participó como actor en varios comerciales de televisión de productos como Apple Computer, Normaderm, Shampoo Clear y Raider (que luego se convirtió en Twix).
En 1986 participó en la serie de televisión Fininvest Love Me Licia, donde interpreta el papel de Steve. En los años siguientes participó en casi todas las series de televisión de la saga Licia, a excepción de Teneramente Licia y llegó el éxito y la popularidad entre el gran público, siempre con el papel de Steve, en la nueva saga Arriva Cristina y con el de conductor del programa infantil de las cadenas de Mediaset Bim bum bam, de 1990 a 2000.
En 1996 creó, como actor y autor, una comedia de situación para Fininvest titulada La pattuglia della neve, rodada cerca de Fai della Paganella y, nuevamente en Fininvest, que mientras tanto se había convertido en Mediaset, en 2000 presentó la primera edición italiana de Robot Wars.
En 2001 se unió al elenco de Forum, permaneciendo allí durante dos temporadas y, al año siguiente (2002), participó como corresponsal en Strangelove. En 2005 escribió y presentó Snow Food, un programa itinerante para Gambero Rosso Channel, mientras que de 2006 a 2008 colaboró con la cadena de televisión Telenova y en 2009 para Canale Italia en la creación de algunos programas.
En 2022 participó como concursante en la séptima edición de Grande Fratello VIP, pero abandonó el programa a los 13 días.

## Filmografía

### Actor
| Año       | Título                        | Personaje | Cadeña   | Notas        |
| --------- | ----------------------------- | --------- | -------- | ------------ |
| 1986      | Love Me Licia                 | Steve     | Italia 1 | 34 episodios |
| 1987      | Licia dolce Licia             | Steve     | Italia 1 | 35 episodios |
| 1988      | Balliamo e cantiamo con Licia | Steve     | Italia 1 | 36 episodios |
| 1988-1989 | Arriva Cristina               | Steve     | Italia 1 | 35 episodios |
| 1990      | Cri Cri                       | Steve     | Italia 1 | 71 episodios |
| 1996      | La pattuglia della neve       |           |          |              |

## Programas de televisión
| Año                  | Título                | Cadeña   | Role        |
| -------------------- | --------------------- | -------- | ----------- |
| 1990-1991, 1997-2000 | Bim bum bam           | Italia 1 | Conductor   |
| 1991-1997            | Bim bum bam           | Canale 5 | Conductor   |
| 2000-2001            | Robot Wars            | Italia 1 | Director    |
| 2001-2002            | Forum                 | Rete 4   | Colaborador |
| 2002                 | Stranamore            | Canale 5 | Enviado     |
| 2005                 | Snow Food             |          | Conductor   |
| 2022                 | Grande Fratello VIP 7 | Canale 5 | Concursante |